# Dyschylie
Als Dyschylie (gr.: dys- ‚schwierig‘ oder ‚fehlerhaft‘ und chylus ‚milchige Flüssigkeit‘) bezeichnet man in der Medizin Sekretionsstörungen der Speichel- oder Schleimdrüsen (z. B. Ohrspeicheldrüse oder Bauchspeicheldrüse).
Hierbei kann es zu quantitativen oder qualitativen Störungen kommen. Bei quantitativen Störungen wird zu wenig Sekret gebildet. Dies stellt beispielsweise einen typischen Befund bei der chronischen Entzündung der Ohrspeicheldrüse (Parotitis) dar, die häufig mit Mundtrockenheit (Xerostomie) einhergeht. Bei qualitativen Störungen ist die Zusammensetzung des Sekrets verändert. Durch qualitative Veränderungen des Speicheldrüsensekrets kann es beispielsweise zu Speichelstein-Bildung kommen. Diese können die Ausführungsgänge der Drüsen verlegen (Sialolithiasis) und dadurch unter anderem starke Schmerzen hervorrufen.
Am Pankreas führt eine mukoviszidosebedingte Dyschylie (Sekret dabei zu zähflüssig) typischerweise zu einer zystischen Fibrose.